# 1967년

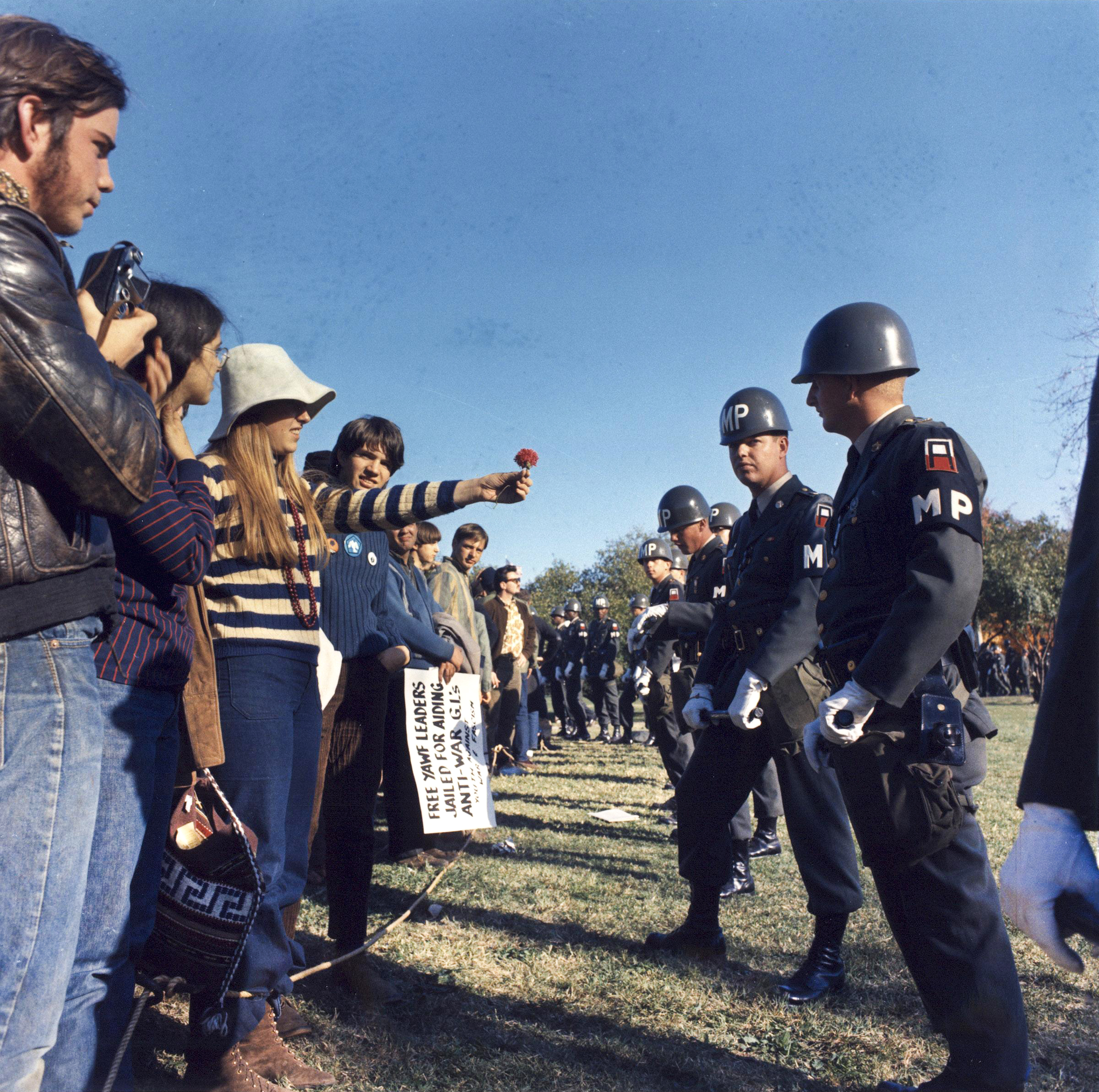

1967년은 일요일로 시작하는 평년이다.

## 사건
- 1월 19일 - 대한민국 해군 56함 침몰 사건 발발로 승조원 39명 전사.
- 1월 28일 - 대한민국 민영 방송 주식회사 삼양방송 법인이 설립되었다.
- 2월 14일 - 대한민국 해병대 11중대가 북베트남군 2개 연대와 1개 게릴라 대대의 공격을 성공적으로 방어한 짜빈동 전투가 발발하다.
- 4월 21일 - 그리스에서 군사쿠데타가 일어나 군부가 정권을 장악하였다.
- 5월 3일 - 대한민국 제6대 대통령 선거가 시행되어, 박정희 후보가 당선되었다. 2위는 윤보선 후보.
- 6일 전쟁으로 이스라엘이 사실상 승리, 특히 예루살렘 전체를 점령함으로써 이슬람 각국의 반발 초래.
- 6월 1일 -유명 록그룹 비틀즈의 명반 Sgt. Pepper's Lonely Hearts Club Band가 발매.
- 6월 8일 - 대한민국 제7대 국회의원 선거가 시행되어, 175석중 129석을 차지한 민주공화당이 석권하였다.
- 6월 23일 - 냉전: 미국 대통령 린든 B. 존슨과 소비에트 연방 수상 알렉세이 코시긴이 뉴저지주 글래스보로에서 만나 글래스보로 정상 회담을 가지다.
- 7월 1일 - 캐나다가 건국 100주년.
- 8월 5일 - The Piper at the Gates of Dawn이 발매.
- 8월 8일 - 필리핀, 말레이시아, 싱가포르, 인도네시아, 태국 등 5개국, 동남아시아 국가연합(ASEAN) 결성.
- 8월 9일 - 제1차 한일각료회담 개막.
- 9월 2일 - 마이크로네이션인 시랜드 공국이 건국되었다.
- 9월 3일
  - 스웨덴, 다겐 H 실시.
  - 구엔 반 티우가 남베트남의 대통령 취임.
- 9월 20일 - 영국 큐나드라인 세계최대여객선 퀸엘리자베스2호(QE2)진수
- 10월 3일 - 대한민국의 대표 철강기업 포항종합제철 기공식.
- 10월 7일 상오, 박정희 대통령은 엄민영 일본 대사, 김영주(金永周) 서독 대사, 김동성 아르헨티나 대사, 강문봉 스웨덴 대사, 최경록 멕시코 대사, 갈홍기 말레이시아 대사, 윤석헌 필리핀 대사, 윤주영 칠레 대사 이상 8명의 신임대사에게 신임장을 각각 수여했다.[1]
- 10월 8일 - 아르헨티나 출신의 의사이자 혁명가인 체 게바라, 볼리비아 정부군에 체포되다.
- 10월 21일 - 아일라트호 격침 사건.

## 문화
- 4월 1일 - 서울 구로구에 현 서울디지털산업단지의 전신인 '구로 수출산업단지'가 준공되었다.
- 8월 10일 - 종로도서관, 사직공원 이전을 위해 휴관에 들어감.
- 9월 23일 - 대한민국 서울특별시의 첫 유료도로인 강변1로(한강대교 ~ 영등포) 개통.
- 10월 21일 - 새크라멘토 국제공항 개항.
- 12월 19일 - 지리산 국립공원이 대한민국 최초의 국립공원으로 지정.
- 12월 29일 - 현대자동차 설립.

## 탄생

### 1월
- 1월 2일 - 프랑스의 축구 선수 바질 볼리.
- 1월 3일 - 대한민국의 사격 선수 이은철.
- 1월 4일 - 대한민국의 아나운서 출신 방송인, 행정가 유정아.
- 1월 5일 - 대한민국의 변호사 조수연.
- 1월 7일 - 인도의 배우 이르판 칸. (~2020년)
- 1월 8일 - 미국의 가수, 음반 프로듀서 R. 켈리.
- 1월 9일 - 아르헨티나의 전 축구 선수 클라우디오 카니히아.
- 1월 12일
  - 일본의 만화가 이노우에 다케히코.
  - 미국의 배우 블랜처드 라이언.
- 1월 14일 - 영국의 배우 에밀리 왓슨.
- 1월 18일 - 칠레의 전 축구 선수 이반 사모라노.
- 1월 20일
  - 대한민국의 희극인 김철민. (~2021년)
  - 대한민국의 기자, 정치인 김영우.
  - 일본의 디자이너 요시오카 도쿠진.
- 1월 21일 - 대한민국의 현 야구 코치, 전 야구 선수 최훈재.
- 1월 24일 - 미국의 베이시스트 존 명.
- 1월 25일
  - 대한민국의 복싱 선수 이열우. (~2009년)
  - 일본의 성우 사사키 노조무.
  - 프랑스의 전 축구 선수 다비드 지놀라.
- 1월 26일
  - 일본의 성우 모리카와 토시유키.
  - 대한민국의 전 야구 선수, 현 야구 코치 김인호.
- 1월 27일 - 대한민국의 기자 김대오.
- 1월 31일 - 타이완의 배우 왕조현.

### 2월
- 2월 2일 - 대한민국의 대학교수, 방송인 장원재.
- 2월 3일
  - 대한민국의 성우 김나연.
  - 일본의 성우 오카모토 마야.
- 2월 4일
  - 러시아의 스케이팅 선수 세르게이 그린코프. (~1995년)
  - 대한민국의 기생충학 학자, 교수 서민.
- 2월 5일 - 대한민국의 작곡가, 음악감독 이동준.
- 2월 6일
  - 대한민국의 정치인, 제주특별자치도의회 의원 김황국.
  - 일본의 가수 사카이 이즈미 (ZARD). (~2007년)
- 2월 8일 - 대한민국의 배우 김성령.
- 2월 10일
  - 대한민국의 가수, 공연기획자 이주노.
  - 미국의 배우 로라 던.
- 2월 11일 - 이탈리아의 축구 선수 치로 페라라.
- 2월 14일
  - 대한민국의 국회의원, 변호사 송호창.
  - 네덜란드의 정치인 마르크 뤼터.
- 2월 15일
  - 대한민국의 정치인, 민선 6·7기 춘천시의원 이혜영.
  - 일본의 성우 호쿠토 미나미.
- 2월 16일
  - 대한민국의 기타리스트 신대철.
  - 대한민국의 배우 심혜진.
  - 대한민국의 가수 김민교.
- 2월 17일 - 대한민국의 정치인 백혜련.
- 2월 18일
  - 이탈리아의 전 축구 선수 로베르토 바조.
  - 미국의 애니메이터 겸 성우 토니 안셀모.
- 2월 19일 - 미국, 푸에르토리코의 영화배우 베니치오 델 토로.
- 2월 20일
  - 대한민국의 배우 김응석.
  - 대한민국의 방송인 겸 음악감독 노영심.
  - 미국의 가수 커트 코베인 (너바나). (~1994년)
  - 대한민국의 배드민턴 선수 정소영.
  - 대한민국의 정치인 유진우.
- 2월 21일
  - 대한민국의 배우 김윤석.
- 2월 22일
  - 대한민국의 전 야구 선수, 현 야구 코치 박준태.
  - 대한민국의 소설가 표윤명.
- 2월 23일 - 대한민국의 정치학자, 관료 김태효.
- 2월 25일
  - 대한민국의 배우 송강호.
  - 대한민국의 성우 서윤석.
  - 영국의 금융인 닉 리슨.
  - 대한민국의 성우 서경섭.
- 2월 26일 - 일본의 축구 선수 미우라 가즈요시.
- 2월 27일 - 영국의 디자이너 조너선 아이브.
- 2월 28일
  - 일본의 게임 음악, 작곡가 호소에 신지.
  - 대한민국의 가수 예지.

### 3월
- 3월 1일
  - 미국의 배우 조지 이즈.
  - 대한민국의 성우 김미정.
  - 네덜란드의 전 축구 선수, 현 축구 감독 아론 빈터르.
- 3월 2일 - 대한민국의 정치인 김영욱.
- 3월 3일
  - 대한민국의 정치인 이범석.
  - 대한민국의 성우 신한호.
- 3월 5일 - 일본의 정치인 후쿠다 다쓰오.
- 3월 7일
  - 대한민국의 법조인 겸 정치인 김명주. (~2015년)
  - 일본의 만화가 야자와 아이.
- 3월 8일
  - 대한민국의 정치인 김영배.
  - 대한민국의 군인 김명수.
- 3월 10일 - 대한민국의 희극인 박미선.
- 3월 11일 - 루마니아의 펜싱 선수 레카 사보.
- 3월 13일
  - 콜롬비아의 축구 선수 안드레스 에스코바르. (~1994년)
  - 독일의 축구 감독 로거 슈미트.
- 3월 14일
  - 프랑스의 정치인 필립 푸투.
  - 대한민국의 기업인 김택진.
- 3월 15일 - 대한민국의 희극인 박승대.
- 3월 16일
  - 미국의 배우 로런 그레이엄.
  - 대한민국의 검사 노정연.
- 3월 17일
  - 대한민국의 전 배우 홍리나.
  - 스매싱 펌킨스의 프론트맨이자 미국의 음악가 빌리 코건.
- 3월 18일 - 일본의 성우 쿠스노키 타이텐.
- 3월 20일 - 대한민국의 트로트 가수 윤호만
- 3월 21일 - 대한민국의 정치인 주대하.
- 3월 24일 - 미국 마이크로소프트사의 최고 경영자 사티아 나델라.
- 3월 26일 - 미국의 야구 선수 숀 헤어.
- 3월 29일 - 프랑스의 영화 감독 미셸 하자나비시우스.
- 3월 30일
  - 대한민국의 배우 최수지.
  - 일본의 성우 하야시바라 메구미.
  - 일본의 가수, 성우, 배우 사카모토 마아야.
  - 미국의 정치인 조이스 크레이그.
  - 루마니아 헝가리 과학자 버러바시 얼베르트 라슬로.

### 4월
- 4월 3일
  - 대한민국의 법률가 진경준.
  - 루마니아의 영화감독 크리스티 푸이유.
- 4월 4일 - 대한민국의 기업인, 정치인 양향자.
- 4월 5일 - 대한민국의 사진가 겸 벤처기업가 박건희. (~1995년)
- 4월 6일 - 일본의 극작가 겸 영화 감독 쿠마자와 나오토.
- 4월 7일 - 독일의 전 축구 선수 보도 일그너.
- 4월 8일
  - 일본의 성우 타나카 카즈나리. (~2016년)
  - 대한민국의 전 야구 선수 김경수.
- 4월 10일 - 대한민국의 레슬링 선수 박장순.
- 4월 13일 - 대한민국의 정치인 장제원. (~2025년)
- 4월 14일 - 대한민국의 전 야구 선수, 현 야구 코치 장광호.
- 4월 19일
  - 대한민국의 배우 김덕현.
  - 대한민국의 정치인 진성준.
- 4월 20일
  - 대한민국의 방송인 박종진.
  - 미국의 레슬링 선수 타운젠드 손더스.
- 4월 23일 - 대한민국의 배우 김희애.
- 4월 24일 - 대한민국의 발레리나 강수진.
- 4월 26일 - 미국의 프로레슬링 선수 케인.
- 4월 27일 - 네덜란드의 국왕 빌럼알렉산더르.
- 4월 29일 - 미국의 경제학자 댄 애리얼리.
- 4월 30일
  - 대한민국의 가수 송정미.
  - 대한민국의 정치인 이강일.
  - 일본의 가수 사카모토 마아야.

### 5월
- 5월 1일
  - 대한민국의 배우 설경구.
  - 미국의 컨트리 가수 팀 맥그로.
- 5월 2일 - 일본의 야구 선수 고마키 유이치.
- 5월 3일 - 대한민국의 전 야구 선수, 현 야구 코치 김호.
- 5월 4일
  - 일본의 성우 야지마 아키코.
  - 미국의 정치인 로니 잭슨.
- 5월 5일
  - 대한민국의 배우 박현숙.
  - 일본의 성우 코야스 타케히토.
  - 대한민국의 전 야구 선수, 현 야구 코치 김선진.
  - 미국의 록 음악 기타리스트 존 로스.
- 5월 7일 - 대한민국의 배우 방은희.
- 5월 8일 - 일본의 음악가 가지 히데키.
- 5월 9일
  - 대한민국의 아나운서 박상도.
  - 대한민국의 배우 이달형.
- 5월 11일 - 미국의 권투 선수 케네스 굴드.
- 5월 12일 - 일본의 각본가 사카모토 유지.
- 5월 13일 - 대한민국의 배우 오대규.
- 5월 14일 - 대한민국의 변호사, 정치인 진선미.
- 5월 15일 - 인도의 배우 마두리 딕시트.
- 5월 16일 - 대한민국의 정치인 윤정희. (~2024년)
- 5월 17일
  - 대한민국의 야구 해설가, 전 야구 선수 이병훈. (~2024년)
  - 대한민국의 핸드볼 선수 출신 행정관료 임미경.
  - 일본의 가수 미와 데쓰야 (스피츠).
- 5월 19일 - 대한민국의 축구 선수 권형정.
- 5월 20일 - 대한민국의 가수 강수지.
- 5월 21일 - 캐나다의 프로 레슬링 선수 크리스 벤와. (~2007년)
- 5월 24일
  - 대한민국의 서울특별시의회 의원 김인호.
  - 캐나다의 가수, 뮤지컬 배우 맷 로랑.
- 5월 26일
  - 대한민국의 기술인, 시민사회운동가 유병호.
  - 대한민국의 방송인 허수경.
  - 대한민국의 가수 이정석.
- 5월 27일
  - 대한민국의 가수 겸 배우 신성우.
  - 잉글랜드의 축구 선수 폴 개스코인.
- 5월 28일 - 대한민국의 범죄자 신창원.
- 5월 29일 - 영국의 가수 노엘 갤러거 (오아시스).
- 5월 30일 - 대한민국의 대학교수 양우석.
- 5월 31일
  - 프랑스의 배우 상드린 보네르.
  - 일본의 가수 타무라 아키히로. (스피츠)

### 6월
- 6월 2일 - 일본의 만화가 하시구치 다카시.
- 6월 3일
  - 미국의 저널리스트, 앵커 앤더슨 쿠퍼.
  - 일본 태생의 야구 선수 김실.
  - 일본 태생의 야구 선수 이리키 사토시. (~2023년)
- 6월 4일 - 대한민국의 가수 모정애.
- 6월 6일
  - 일본의 성우 요시다 코나미.
  - 미국의 배우 폴 지어마티.
- 6월 7일 - 대한민국의 기업인, 정치인 최은석.
- 6월 9일
  - 대한민국의 희극인, 기업인 전철우.
  - 브라질의 축구 감독 세르지우 파리아스.
- 6월 10일 - 대한민국의 성우 최준영.
- 6월 12일 - 대한민국의 영화 감독 김진영.
- 6월 13일 - 이탈리아의 기업인 루카 데 메오.
- 6월 14일 - 대한민국의 성우 전인배.
- 6월 15일 - 일본의 성우 우에다 유지.
- 6월 16일 - 독일의 전 축구 선수, 축구 감독 위르겐 클로프.
- 6월 18일 - 대한민국의 배우 지수원.
- 6월 20일
  - 대한민국의 배우 손종학.
  - 오스트레일리아의 배우 니콜 키드먼.
  - 대한민국의 기업인 한성숙.
- 6월 22일
  - 대한민국의 기업인 이해진.
  - 대한민국의 공무원 김종훈.
- 6월 23일 - 일본의 가수, 배우 미나미노 요코.
- 6월 24일 - 대한민국의 언론인 정승훈.
- 6월 26일 - 대한민국의 방송인 허수경.
- 6월 28일 - 대한민국의 기자 엄경철.

### 7월
- 7월 1일 - 캐나다의 모델, 배우 패멀라 앤더슨.
- 7월 2일 - 대한민국의 범죄자 김일곤.
- 7월 3일 - 대한민국의 산악인 고미영. (~2009년)
- 7월 7일
  - 대한민국의 희극인, 방송인 표영호.
  - 대한민국의 성우 박정민.
- 7월 8일
  - 대한민국의 양궁 선수 서향순.
  - 일본의 성우 코우다 카호.
- 7월 11일 - 대한민국의 아나운서 김재원.
- 7월 12일
  - 일본의 소설가 니시무라 겐타. (~2022년)
  - 미국의 기타리스트, 작곡가 존 페트루치.
- 7월 13일 - 이탈리아의 디스크 자키 베니 베나시.
- 7월 14일 - 대한민국의 스케이팅 선수 김기훈.
- 7월 15일 - 대한민국의 의사 송은석.
- 7월 16일
  - 미국의 배우 윌 페럴.
  - 미국의 배우 조너선 애덤스.
- 7월 17일 - 대한민국의 야구 선수, 범죄자 이호성. (~2008년)
- 7월 18일 - 미국의 배우 빈 디젤.
- 7월 19일 - 대한민국의 수석부위원장 김동관. (~2024년)
- 7월 20일 - 대한민국의 의료노동가 겸 노동운동가 이장우.
- 7월 22일 - 영국의 배우 리스 이반스.
- 7월 23일
  - 미국의 배우 필립 시모어 호프먼. (~2014년)
  - 대한민국의 전 가수 김보성.
  - 대한민국의 정치인 오중기.
- 7월 24일 - 대한민국의 작가 임재성.
- 7월 25일 - 미국의 배우 맷 르블랑.
- 7월 26일 - 영국의 배우 제이슨 스테이섬.
- 7월 28일
  - 대한민국의 전 축구 선수 김수현.
  - 대한민국의 정치인 황희.
- 7월 29일
  - 대한민국의 가수 심신.
  - 일본의 정치인 하타 유이치로. (~2020년)
- 7월 30일 - 미국의 작가 앤 브래셰어스.
- 7월 31일
  - 대한민국의 가수 겸 배우 K2.
  - 일본의 가수 혼다 미나코. (~2005년)

### 8월
- 8월 3일 - 대한민국의 야구 선수 최수원.
- 8월 5일
  - 대한민국의 전 야구 선수, 야구 심판 나광남.
  - 대한민국의 극작가 겸 시사평론가 및 대학 교수 김성수.
- 8월 8일 - 일본의 배우 아마미 유키.
- 8월 9일 - 대한민국의 영화 감독 김상진.
- 8월 11일 - 대한민국의 법무사 전환영.
- 8월 12일
  - 대한민국의 가수 조갑경.
  - 대한민국의 방송인 조영구.

- 8월 13일
  - 벨기에의 작가 아멜리 노통브.
  - 중화인민공화국의 발레리나 김성.
  - 중국의 트랜스젠더 무용가, 배우 진싱.
- 8월 14일 - 이집트의 축구 선수 에하브 갈랄. (~2024년)
- 8월 15일
  - 대한민국의 희극인, MC 이영자.
  - 일본의 정치인 다치바나 다카시.
  - 대한민국의 정치인 이양수.
  - 대한민국의 배우 전현.
- 8월 18일
  - 대한민국의 금융인 겸 정치인 이혁진. (~2025년)
  - 인도의 가수 달러 멘디.
  - 일본의 전 야구 선수 기요하라 가즈히로.
  - 미국의 만화가 로버트 벤디티.
  - 미국의 작가, 만화가 브라이언 마이클 벤디스.
  - 캐나다의 만화가, 일러스트레이터 니코 앙리숑.
- 8월 19일
  - 사우디아라비아의 전 축구 선수 사이드 알오와이란.
  - 미국의 기업인 사티아 나델라.
- 8월 21일
  - 프랑스의 만화가 샤르브. (~2015년)
  - 캐나다의 배우 캐리앤 모스.
  - 레바논에서 태어난 아르메니아계 미국인 싱어송라이터 세르지 탄키안.
- 8월 22일
  - 일본의 가수 오카다 유키코. (~1986년)
  - 프랑스의 펜싱 선수 로베르 르루.
- 8월 25일
  - 독일의 레슬링 선수 토마스 찬더.
  - 일본의 성우 히야마 노부유키.
  - 미국의 정치인 존 허스테드.
- 8월 27일 - 러시아의 전 축구 선수, 현 축구 감독 이고리 도브로볼스키.
- 8월 31일 - 일본의 성우 히라마츠 아키코.

### 9월
- 9월 1일 - 대한민국의 전 수영 선수, 현 정치인 최윤희.
- 9월 2일 - 독일의 축구 선수 안드레아스 묄러.
- 9월 3일 - 튀르키예와 미국의 경제학자 다론 아제모을루.
- 9월 5일
  - 대한민국의 성우 최향윤.
  - 독일의 전 축구 선수, 현 축구 감독 마티아스 자머.
  - 일본의 만화가 구메타 고지.
- 9월 6일 - 대한민국의 전 기초의회의원 최윤경.
- 9월 7일 - 대한민국의 배우 진희경.
- 9월 9일 - 대한민국의 정치인 김선동.
- 9월 10일 - 대한민국의 정치인 김영진.
- 9월 11일
  - 대한민국의 배우 이미숙.
  - 대한민국의 남권운동가 겸 역차별운동가 성재기. (~2013년)
- 9월 12일
  - 대한민국의 전 야구 선수, 현 야구 코치 김태형.
  - 영국의 배우 제이슨 스테이섬.
  - 미국의 배우 루이스 C.K..
  - 대한민국의 법조인 김세윤.
- 9월 13일
  - 대한민국의 정치인 김영호.
  - 미국의 육상 선수 마이클 존슨.
- 9월 14일
  - 러시아의 펜싱 선수 발레리 자하레비치.
  - 조선민주주의인민공화국의 농구 선수 리명훈.
  - 핀란드의 배우, 각본가 미코 코우키.
- 9월 15일
  - 대한민국의 기자, 앵커 출신 정치인 노종면.
  - 대한민국의 전직 축구 선수, 지도자 서효원.
- 9월 17일
  - 미국의 야구 선수 짐 애벗.
  - 미국의 권투 선수 마이클 카바할.
- 9월 18일
  - 일본의 전 축구 선수 이하라 마사미.
  - 이탈리아의 축구 심판 로베르토 로세티.
- 9월 19일 - 일본의 애니메이션, 영화 감독 호소다 마모루.
- 9월 20일
  - 대한민국의 아나운서 김현태.
  - 대한민국의 핸드볼 선수 김현미.
  - 대한민국의 배우 황미선.
  - 이란의 영화 감독, 각본가, 영화 제작자 호세인 샤하비. (~2023년)
- 9월 21일 - 미국의 컨트리 가수 페이스 힐.
- 9월 22일
  - 일본의 언론인 고토 겐지. (~2015년)
  - 미국의 성우 미셸 러프.
  - 일본의 배우 오가타 나오토.
- 9월 23일 - 일본의 축구 선수 나카야마 마사시.
- 9월 24일
  - 대한민국의 기자 김철민.
  - 일본의 만화가 가이타니 시노부.
- 9월 28일
  - 대한민국의 한학교육가 김봉곤.
  - 미국의 배우 미라 소비노.
- 9월 29일
  - 대한민국의 법조인 금태섭.
  - 대한민국의 법조인 권익환.
  - 대한민국의 배우 김준모.

### 10월
- 10월 3일 - 캐나다의 영화감독 드니 빌뇌브.
- 10월 4일
  - 대한민국의 가수 이수진.
  - 미국의 배우 리에브 슈라이버.
- 10월 5일
  - 대한민국의 배우 최영재.
  - 대한민국의 배우 함석훈.
  - 영국의 배우 가이 피어스.
  - 미국의 프로듀서, 각본가, 영화 감독 노아 홀리.
  - 미국의 하드 록, 헤비 메탈 가수 조니 조엘리.
- 10월 7일
  - 대한민국의 전 야구 선수, 현 야구 코치 조규제.
  - 미국의 가수, 배우 토니 브랙스턴.
  - 일본의 배우, 성우 아이카와 리카코.
- 10월 9일
  - 대한민국의 정치인 구자근.
  - 미국의 프로레슬링 선수 에디 게레로. (~2005년)
- 10월 10일
  - 미국의 정치인 개빈 뉴섬.
  - 대한민국의 전 야구 선수, 현 야구 코치 공필성.
  - 미국의 작곡가 마이클 자키노.
- 10월 11일
  - 일본의 테너 가수 아키카와 마사후미.
  - 미국의 기업인, 페이팔 창립자 피터 틸.
- 10월 14일 - 대한민국의 배우 차인표.
- 10월 15일 - 대한민국의 의원 김동성.
- 10월 16일
  - 미국의 영화 프로듀서 디디 가드너.
  - 일본의 성우 마츠노 타이키.
- 10월 17일
  - 대한민국의 성우 김승준.
  - 덴마크의 가수 레네 디프.
- 10월 20일
  - 미국의 과학소설, 작가 테드 창.
  - 미국 출신의 프로 야구 선수 하비 풀리엄.
- 10월 21일 - 대한민국의 방송인 최유라.
- 10월 22일 - 대한민국의 가수 이덕진.
- 10월 24일 - 대한민국의 아나운서 유정현.
- 10월 25일 - 일본의 가수 사키야마 타츠오 (스피츠).
- 10월 27일 - 대한민국의 야구 선수 김동수.
- 10월 28일
  - 카메룬의 베이스 연주자 리처드 보나.
  - 미국의 배우 줄리아 로버츠.
- 10월 29일
  - 멕시코의 야구 선수 나르시소 엘비라. (~2020년)
  - 영국의 배우 루퍼스 슈얼.
  - 대한민국의 기업인 이철상.
- 10월 31일 - 미국의 가수, 음악가 애덤 슐레진저. (~2020년)

### 11월
- 11월 1일 - 대한민국의 아나운서 성세정.
- 11월 2일
  - 미국의 정치인 스콧 워커.
  - 일본의 성우 이시다 아키라.
  - 폴란드의 펜싱 선수 리샤르트 소프차크.
- 11월 4일 - 일본의 음악 프로듀서, 키보디스트 아사쿠라 다이스케.
- 11월 5일 - 폴란드의 가수 카야.
- 11월 6일
  - 대한민국의 정치인 김찬진.
  - 대한민국의 사회복지 출신 정치인 서미화.
  - 일본의 테니스 선수 마쓰오카 슈조.
- 11월 7일 - 프랑스의 DJ 겸 음반 프로듀서 다비드 게타.
- 11월 8일 - 미국의 영화배우 카마 드 로스 리예스. (~2023년)
- 11월 9일 - 대한민국의 연출가 최영인.
- 11월 10일 - 일본의 가수 이토 이치로. (Every Little Thing의 멤버)
- 11월 11일
  - 대한민국의 양궁 선수 한승훈.
  - 대한민국의 양궁 선수 최원태.
- 11월 12일 - 일본의 전 축구 선수, 축구 지도자 다카기 다쿠야.
- 11월 13일
  - 미국의 희극인, 방송인 지미 키멀.
  - 미국의 배우 스티브 잔.
- 11월 14일 - 몰도바의 권투 선수 티모페이 스크레아빈.
- 11월 15일 - 프랑스의 영화 감독 프랑수아 오종.
- 11월 20일
  - 대한민국의 정치인 강성휘.
  - 대한민국의 정치인 홍익표.
- 11월 21일
  - 일본의 유도 선수 고가 도시히코. (~2021년)
  - 미국의 스턴트 배우 켄 블락. (~2023년)
- 11월 22일
  - 대한민국의 양궁 선수, 지도자 구자청.
  - 미국의 배우 마크 러펄로.
  - 독일의 테니스 선수 보리스 베커.
- 11월 25일 - 일본의 성우 나카이 카즈야.
- 11월 27일 - 중국의 가수, 영화배우 나영.
- 11월 28일
  - 루마니아의 정치인 마르첼 치올라쿠.
  - 미국의 모델 겸 배우 애나 니콜 스미스. (~2007년)
- 11월 30일 - 대한민국의 희극인 김용만.

### 12월
- 12월 1일 - 대한민국의 정치인 김경수.
- 12월 2일 - 대한민국의 전 판사, 변호사 박재현.
- 12월 3일
  - 대한민국의 경제인, 정치인 박수민.
  - 러시아의 축구 선수 알렉산드르 듀코프.
- 12월 4일 - 스페인의 축구 선수 기예르모 아모르.
- 12월 6일 - 미국의 영화제작자, 감독 저드 애퍼타우.
- 12월 7일
  - 대한민국의 전 야구 선수, 현 야구 코치 강석천.
  - 대한민국의 정치인 한병도.
- 12월 8일
  - 대한민국의 배우 김광규.
  - 일본의 성우 미츠이시 코토노.
  - 일본의 성우 이노우에 미키.
- 12월 9일
  - 미국의 바이올리니스트 조슈아 벨.
  - 대한민국의 배우 이황의.
  - 미국의 피겨 스케이팅 선수 카린 카다비.
- 12월 10일
  - 대한민국의 아나운서 임수민.
  - 대한민국의 정치인 박성현.
  - 스위스의 체조 선수 동후아 리.
- 12월 11일 - 미국의 디스크자키 DJ 옐라.
- 12월 12일 - 일본의 작곡가 고시로 유조.
- 12월 13일
  - 일본의 배우, 가수 오다 유지.
  - 미국의 배우, 가수 제이미 폭스.
  - 대한민국의 희극인 이희구.
- 12월 19일
  - 대한민국의 정치인 김민철.
  - 대한민국의 배우 송경의.
- 12월 20일 - 대한민국의 전 야구 선수, 현 야구 코치 양용모.
- 12월 21일
  - 일본의 가수 마사무네. (스피츠)
  - 조지아의 대통령 미헤일 사카시빌리.
- 12월 22일 - 루마니아의 축구 선수 단 페트레스쿠.
- 12월 23일 - 프랑스의 모델 겸 가수 및 현 영부인 카를라 브루니.
- 12월 24일 - 대한민국의 작곡가 최준명.
- 12월 27일 - 대한민국의 배우 박윤희.
- 12월 29일 - 미국의 영화감독 릴리 워쇼스키.
- 12월 30일 - 대한민국의 기업인 안정준.
- 12월 31일
  - 대한민국의 장기 기사 김동학.
  - 일본의 배우 에구치 요스케.

### 미상
- 대한민국의 성우 양희문.
- 대한민국의 희극인 김태호. (~2018년)
- 대한민국의 법조인 김호철.
- 대한민국의 기자, 언론인 장원준.
- 대한민국의 하이투자증권 수석연구위원, 한맥투자증권 장철.
- 대한민국의 여성학자 정희진.
- 미국의 프로레슬링 선수 제프 재럿.
- 중국의 무용가 진싱.
- 대한민국의 작곡가 김도형.
- 대한민국의 배우 김지우.
- 대한민국의 사회 기관 단체인 박찬.
- 대한민국의 만화가 박철호.
- 대한민국의 공무원 최성호.
- 일본의 전 프로 야구 선수 다카하시 사토시.

## 사망

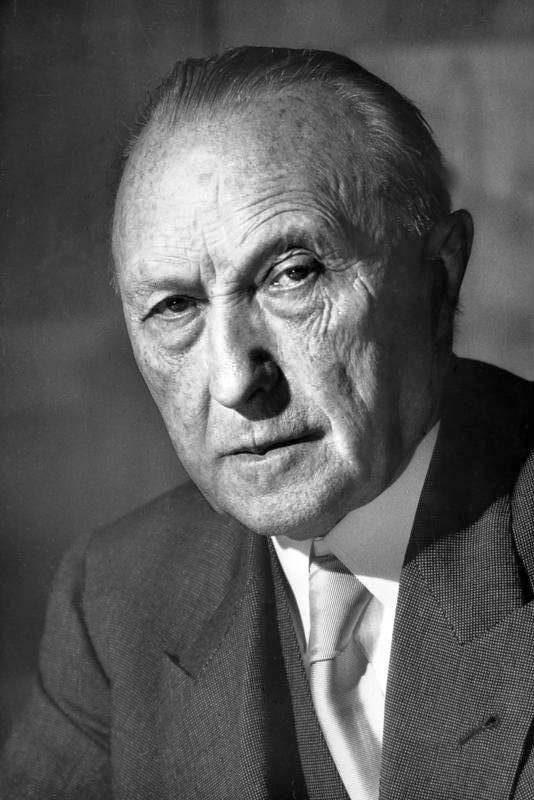
콘라트 아데나워

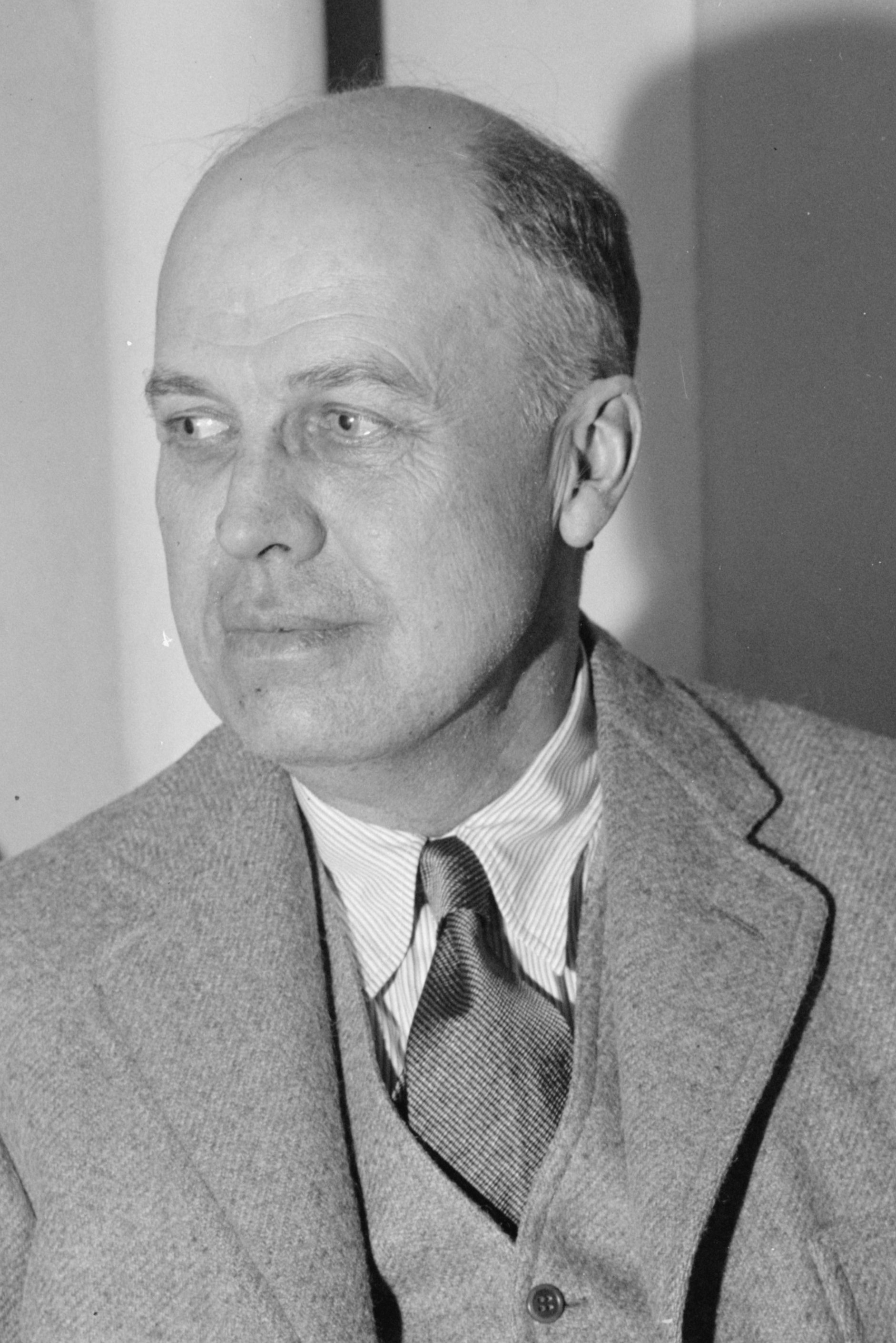
에드워드 호퍼

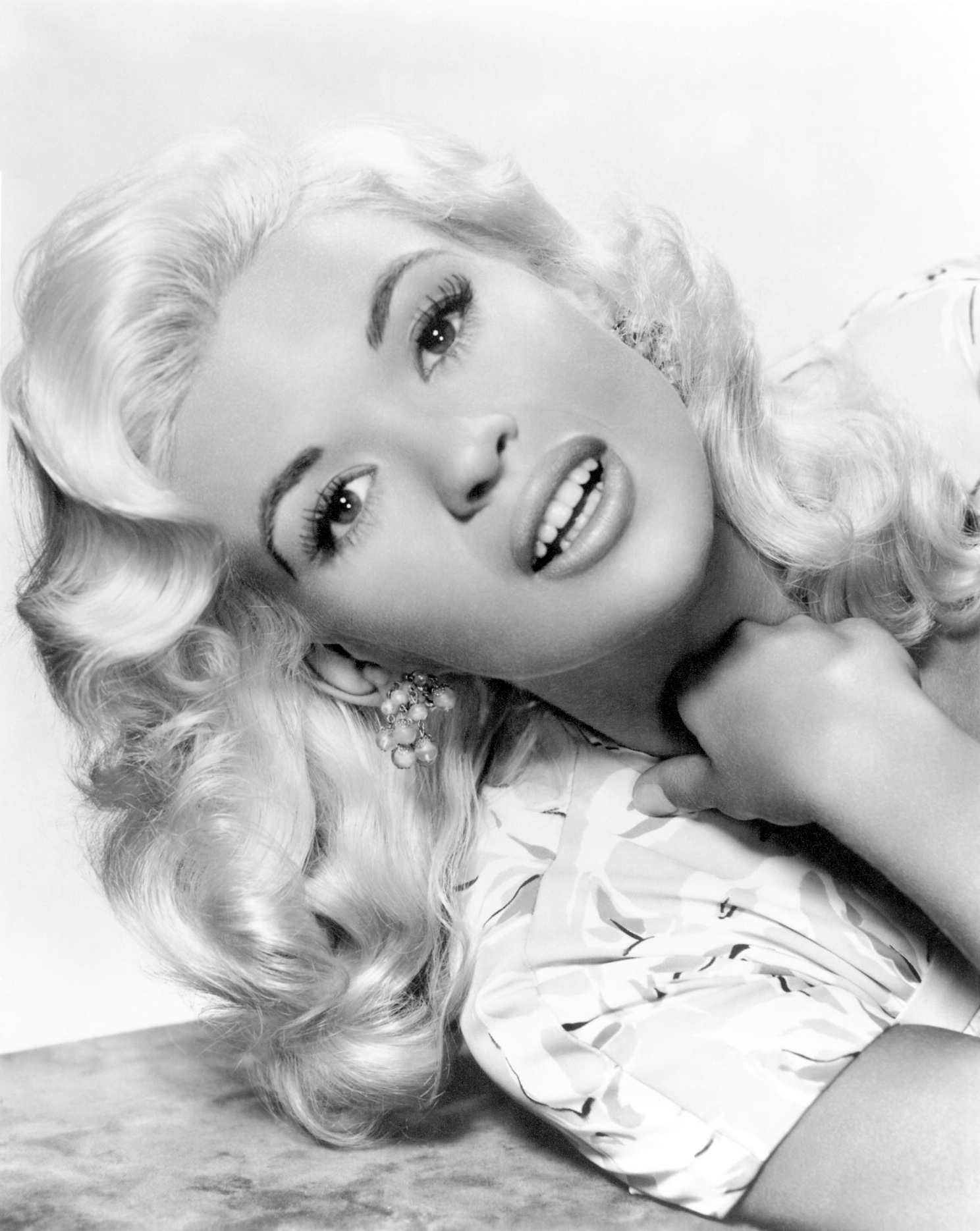
제인 맨스필드

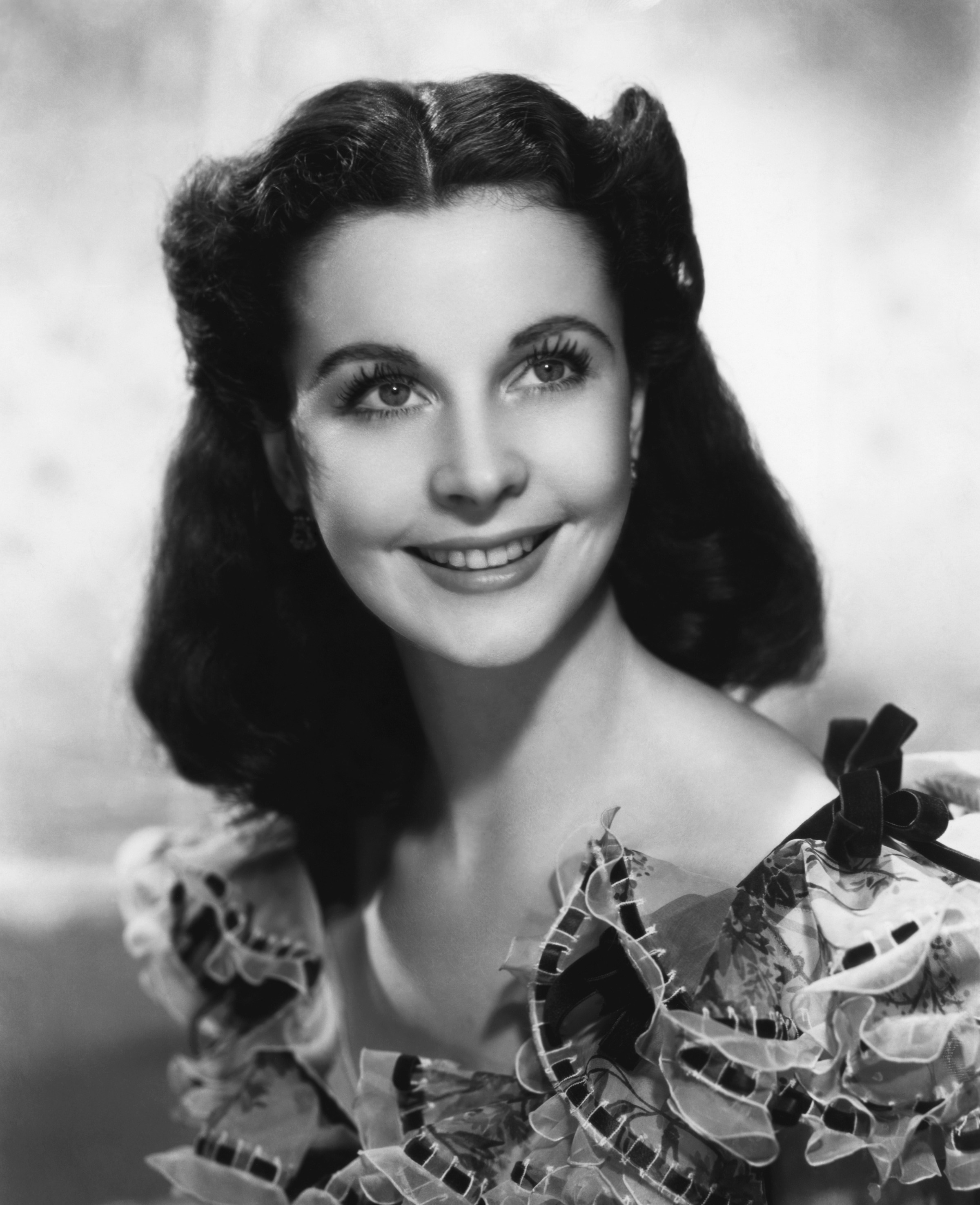
비비언 리

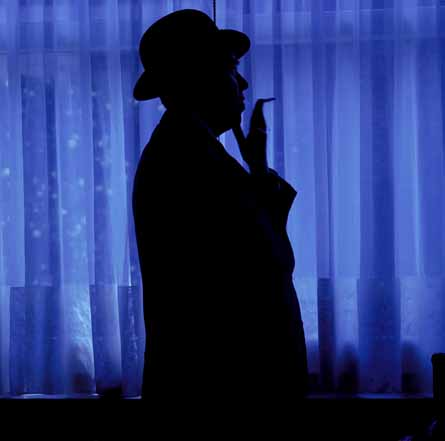
르네 마그리트

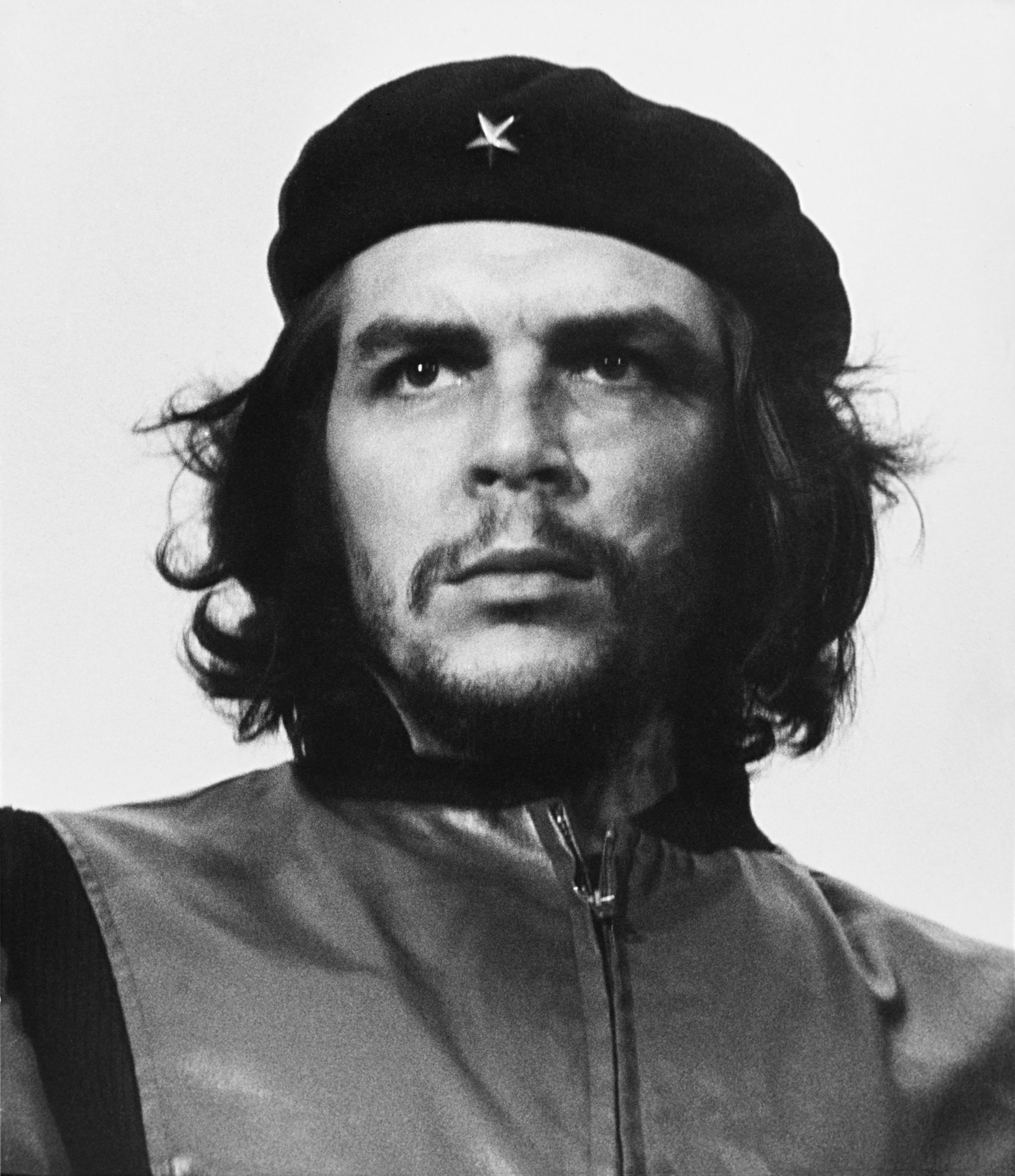
체 게바라

- 2월 13일 - 일본의 기업가이자 정치가 아이카와 요시스케 (1880년~)
- 3월 31일 - 구 소련의 군인 로디욘 말리노프스키 (1898년~)
- 4월 19일 - 서독의 초대 총리 콘라트 아데나워 (1876년~)
- 4월 24일 - 이탈리아의 추기경 엔리코 단테 (1884년~)
- 5월 15일 - 미국의 화가 에드워드 호퍼 (1882년~)
- 6월 11일 - 독일의 심리학자 볼프강 쾰러 (1887년~)
- 6월 29일 - 미국의 배우 제인 맨스필드 (1933년~)
- 7월 8일 - 영국의 영화배우 비비언 리 (1913년~)
- 7월 17일 - 미국의 재즈 색소폰 연주자 존 콜트레인 (1926년~)
- 7월 19일 - 대한민국의 정치인 김도연 (1894년~)
- 8월 1일 - 오스트리아의 생화학자 리하르트 쿤 (1900년~)
- 8월 15일 - 벨기에의 화가 르네 마그리트 (1898년~)
- 10월 9일 - 쿠바의 혁명가 체 게바라 (1928년~)
- 10월 17일 - 청나라의 마지막 황제 푸이 (1906년~)
- 10월 20일 - 일본의 정치인 요시다 시게루 (1878년~)

## 노벨상
- 문학상: 미겔 앙헬 아스투리아스
- 물리학상: 한스 베테
- 생리학 및 의학상: 핼던 케퍼 하틀라인, 랑나르 A. 그라니트, 조지 월드
- 화학상: 로널드 조지 노리스, 만프레트 아이겐, 조지 포터
- 평화상: 수상자 없음

## 달력
| 1월 |    |    |    |    |    |    |
| 일  | 월 | 화 | 수 | 목 | 금 | 토 |
| 1   | 2  | 3  | 4  | 5  | 6  | 7  |
| 8   | 9  | 10 | 11 | 12 | 13 | 14 |
| 15  | 16 | 17 | 18 | 19 | 20 | 21 |
| 22  | 23 | 24 | 25 | 26 | 27 | 28 |
| 29  | 30 | 31 |    |    |    |    |

| 2월 |    |    |    |    |    |    |
| 일  | 월 | 화 | 수 | 목 | 금 | 토 |
|     |    |    | 1  | 2  | 3  | 4  |
| 5   | 6  | 7  | 8  | 9  | 10 | 11 |
| 12  | 13 | 14 | 15 | 16 | 17 | 18 |
| 19  | 20 | 21 | 22 | 23 | 24 | 25 |
| 26  | 27 | 28 |    |    |    |    |

| 3월 |    |    |    |    |    |    |
| 일  | 월 | 화 | 수 | 목 | 금 | 토 |
|     |    |    | 1  | 2  | 3  | 4  |
| 5   | 6  | 7  | 8  | 9  | 10 | 11 |
| 12  | 13 | 14 | 15 | 16 | 17 | 18 |
| 19  | 20 | 21 | 22 | 23 | 24 | 25 |
| 26  | 27 | 28 | 29 | 30 | 31 |    |

| 4월 |    |    |    |    |    |    |
| 일  | 월 | 화 | 수 | 목 | 금 | 토 |
|     |    |    |    |    |    | 1  |
| 2   | 3  | 4  | 5  | 6  | 7  | 8  |
| 9   | 10 | 11 | 12 | 13 | 14 | 15 |
| 16  | 17 | 18 | 19 | 20 | 21 | 22 |
| 23  | 24 | 25 | 26 | 27 | 28 | 29 |
| 30  |    |    |    |    |    |    |

| 5월 |    |    |    |    |    |    |
| 일  | 월 | 화 | 수 | 목 | 금 | 토 |
|     | 1  | 2  | 3  | 4  | 5  | 6  |
| 7   | 8  | 9  | 10 | 11 | 12 | 13 |
| 14  | 15 | 16 | 17 | 18 | 19 | 20 |
| 21  | 22 | 23 | 24 | 25 | 26 | 27 |
| 28  | 29 | 30 | 31 |    |    |    |

| 6월 |    |    |    |    |    |    |
| 일  | 월 | 화 | 수 | 목 | 금 | 토 |
|     |    |    |    | 1  | 2  | 3  |
| 4   | 5  | 6  | 7  | 8  | 9  | 10 |
| 11  | 12 | 13 | 14 | 15 | 16 | 17 |
| 18  | 19 | 20 | 21 | 22 | 23 | 24 |
| 25  | 26 | 27 | 28 | 29 | 30 |    |

| 7월 |    |    |    |    |    |    |
| 일  | 월 | 화 | 수 | 목 | 금 | 토 |
|     |    |    |    |    |    | 1  |
| 2   | 3  | 4  | 5  | 6  | 7  | 8  |
| 9   | 10 | 11 | 12 | 13 | 14 | 15 |
| 16  | 17 | 18 | 19 | 20 | 21 | 22 |
| 23  | 24 | 25 | 26 | 27 | 28 | 29 |
| 30  | 31 |    |    |    |    |    |

| 8월 |    |    |    |    |    |    |
| 일  | 월 | 화 | 수 | 목 | 금 | 토 |
|     |    | 1  | 2  | 3  | 4  | 5  |
| 6   | 7  | 8  | 9  | 10 | 11 | 12 |
| 13  | 14 | 15 | 16 | 17 | 18 | 19 |
| 20  | 21 | 22 | 23 | 24 | 25 | 26 |
| 27  | 28 | 29 | 30 | 31 |    |    |

| 9월 |    |    |    |    |    |    |
| 일  | 월 | 화 | 수 | 목 | 금 | 토 |
|     |    |    |    |    | 1  | 2  |
| 3   | 4  | 5  | 6  | 7  | 8  | 9  |
| 10  | 11 | 12 | 13 | 14 | 15 | 16 |
| 17  | 18 | 19 | 20 | 21 | 22 | 23 |
| 24  | 25 | 26 | 27 | 28 | 29 | 30 |

| 10월 |    |    |    |    |    |    |
| 일   | 월 | 화 | 수 | 목 | 금 | 토 |
| 1    | 2  | 3  | 4  | 5  | 6  | 7  |
| 8    | 9  | 10 | 11 | 12 | 13 | 14 |
| 15   | 16 | 17 | 18 | 19 | 20 | 21 |
| 22   | 23 | 24 | 25 | 26 | 27 | 28 |
| 29   | 30 | 31 |    |    |    |    |

| 11월 |    |    |    |    |    |    |
| 일   | 월 | 화 | 수 | 목 | 금 | 토 |
|      |    |    | 1  | 2  | 3  | 4  |
| 5    | 6  | 7  | 8  | 9  | 10 | 11 |
| 12   | 13 | 14 | 15 | 16 | 17 | 18 |
| 19   | 20 | 21 | 22 | 23 | 24 | 25 |
| 26   | 27 | 28 | 29 | 30 |    |    |

| 12월 |    |    |    |    |    |    |
| 일   | 월 | 화 | 수 | 목 | 금 | 토 |
|      |    |    |    |    | 1  | 2  |
| 3    | 4  | 5  | 6  | 7  | 8  | 9  |
| 10   | 11 | 12 | 13 | 14 | 15 | 16 |
| 17   | 18 | 19 | 20 | 21 | 22 | 23 |
| 24   | 25 | 26 | 27 | 28 | 29 | 30 |
| 31   |    |    |    |    |    |    |

### 음양력 대조 일람
| 음력월 | 월건 | 대소 | 음력 1일의 양력 월일 | 음력 1일 간지 |
| ------ | ---- | ---- | -------------------- | ------------- |
| 1월    | 임인 | 대   | 2월 9일              | 갑진          |
| 2월    | 계묘 | 대   | 3월 11일             | 갑술          |
| 3월    | 갑진 | 소   | 4월 10일             | 갑진          |
| 4월    | 을사 | 대   | 5월 9일              | 계유          |
| 5월    | 병오 | 대   | 6월 8일              | 계묘          |
| 6월    | 정미 | 소   | 7월 8일              | 계유          |
| 7월    | 무신 | 소   | 8월 6일              | 임인          |
| 8월    | 기유 | 대   | 9월 4일              | 신미          |
| 9월    | 경술 | 소   | 10월 4일             | 신축          |
| 10월   | 신해 | 대   | 11월 2일             | 경오          |
| 11월   | 임자 | 소   | 12월 2일             | 경자          |
| 12월   | 계축 | 대   | 12월 31일            | 기사          |